# Cyphomyrmex vorticis
Cyphomyrmex vorticis är en myrart som beskrevs av Weber 1940. Cyphomyrmex vorticis ingår i släktet Cyphomyrmex och familjen myror. Inga underarter finns listade i Catalogue of Life.